# Session di musica tradizionale irlandese
Le session di musica tradizionale irlandese sono degli incontri principalmente informali in cui delle persone suonano musica irlandese tradizionale. Il corrispettivo in lingua irlandese per session è “seisiùn”. Normalmente in una session un musicista comincia un brano e chi lo conosce gli va dietro. Una buona regola nelle session è che non si dovrebbe suonare se non si conosce il brano; piuttosto si aspetta o si comincia un brano che si conosce.
Nel suo "Field Guide to the Irish Music Session," Barry Foy definisce una session come segue:
"…un incontro di musicisti tradizionali irlandesi con l'obiettivo di celebrare il loro interesse comune per la musica, suonando in un ambiente informale e rilassato, arricchendo, nel processo, il mantra mistico e culturale che insieme risuona ininterrottamente tra tutte le manifestazioni dell'”Irlandesismo” nel mondo."
Normalmente il primo brano, o “tune”, è seguito da altri due o tre, legati insieme in un “set”. L'arte di arrangiare un set è difficile da spiegare in parole semplici, le melodie devono scorrere da una all'altra in termini di tonalità e struttura melodica, tuttavia senza dover necessariamente essere simili o suonare uguali. Di solito le melodie di un set sono dello stesso tipo, ad esempio tutte gighe (jig, danza in 6/8) o tutti “reel” (danza in 4/4), però in alcune occasioni e tra gruppi di musicisti più esperti possono essere inserite delle melodie di tipo differente, come una “slip jig” (danza in 9/8) insieme a delle jig. Sebbene si possano ascoltare alcuni gruppi arrangiare insieme gighe e reel questa è una pratica non comune in un contesto di session irlandese.
Alcuni set sono specifici di un locale o anche di una session specifica, mentre altri come il “Coleman set” di reels ("The Tarbolton"/"The Longford Collector"/The Sailor's Bonnet"), sono delle vecchie combinazioni che vengono suonate insieme da decenni. Alcuni set a volte sono improvvisati al momento.
Solitamente le session hanno uno o più leader, anche inconsapevoli, il cui compito è quello di trascinare e gestire la session. Tra un set o un altro si può cantare una canzone o un musicista potrebbe intonare un'aria lenta.

## Luoghi e modalità
Solitamente le session si svolgono nei pub; nelle "open session" tutti coloro che sanno suonare musica irlandese sono benvenuti, senza limiti; questo può essere problematico, sia quando dei musicisti non-irlandesi si trovano in una session e pensano di poter improvvisare senza conoscere un brano o anche senza avere un'idea chiara di che cosa sia la musica irlandese e sia quando dei neofiti in preda all'entusiasmo si presentano con un bodhrán, una chitarra, un paio di cucchiai o altri strumenti, scelti perché “facili da suonare”. Violini, whistle e concertina sono generalmente accettati senza limiti di quantità, mentre banjo, chitarra e percussioni devono essere in un numero accettabile in modo da non sovrastare gli altri strumenti musicali.
Il proprietario di un pub potrebbe pagare due o più musicisti perché si presentino regolarmente per avere una base per la session. I giorni tipici per le session sono di solito le domeniche pomeriggio e le sere infrasettimanali (specialmente mercoledì e giovedì); questi vengono scelti sulla base del fatto che sono i giorni meno comuni per concerti e balli, e quindi è più facile per i musicisti presentarsi alle session.
Oltre ai pub le session si possono tenere a casa o in vari luoghi pubblici; spesso le session possono tenersi nel tendone della birra di un festival o anche nei locali di un negozio di musica. Quando un evento musicale particolarmente grande viene organizzato in una cittadina, nelle strade possono formarsi delle session spontanee.
L'obiettivo di una session non è quello di divertire un pubblico passivo di ascoltatori, principalmente la musica è per i musicisti stessi; ci possono, tuttavia, essere i cosiddetti “punters” (assidui non musicisti) che vengono spesso con il solo intento di ascoltare. La richiesta di una canzone o di un brano da parte del “pubblico” può essere considerata maleducazione. La session è un'esperienza che è condivisa e non un concerto che si può vendere o comprare.

## Aspetti sociali
Le session sono un aspetto chiave della musica tradizionale; alcuni dicono che sia l'occasione migliore per diffondere e nello stesso tempo rinnovare la musica. Non di meno le session fanno sì che i musicisti meno bravi possano esercitarsi in gruppo. Socialmente le session sono state spesso comparate ad una serata di carte con gli amici, dove la conversazione e lo spirito cameratesco sono un elemento essenziale. In molte comunità rurali d'Irlanda, le session sono una parte integrante della vita comunitaria.
Le session sono un modo eccellente di far parte della vera e propria identità della musica tradizionale irlandese.